# Wolfgang Clement

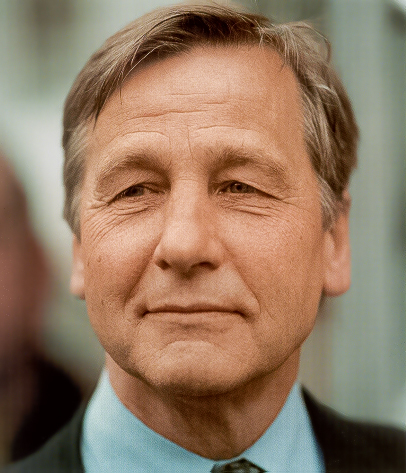
Wolfgang Clement (2004)

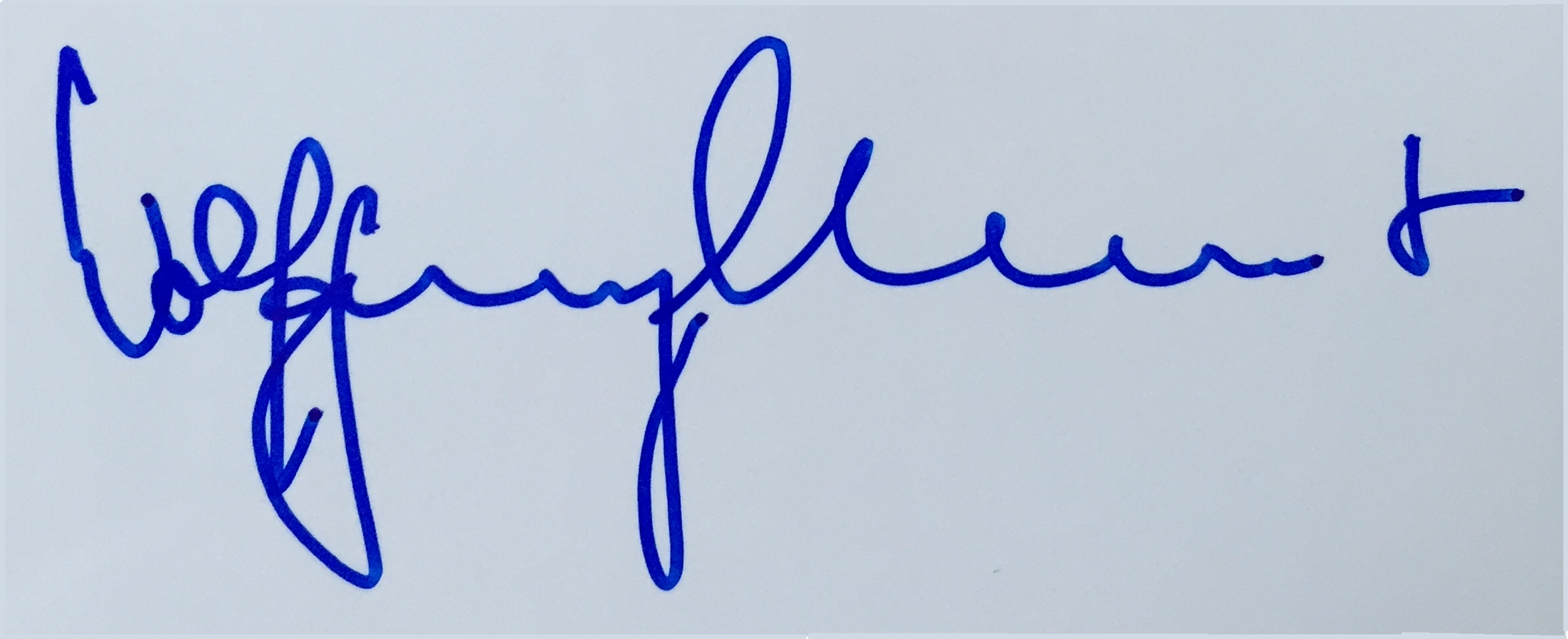
Autogramm Wolfgang Clements

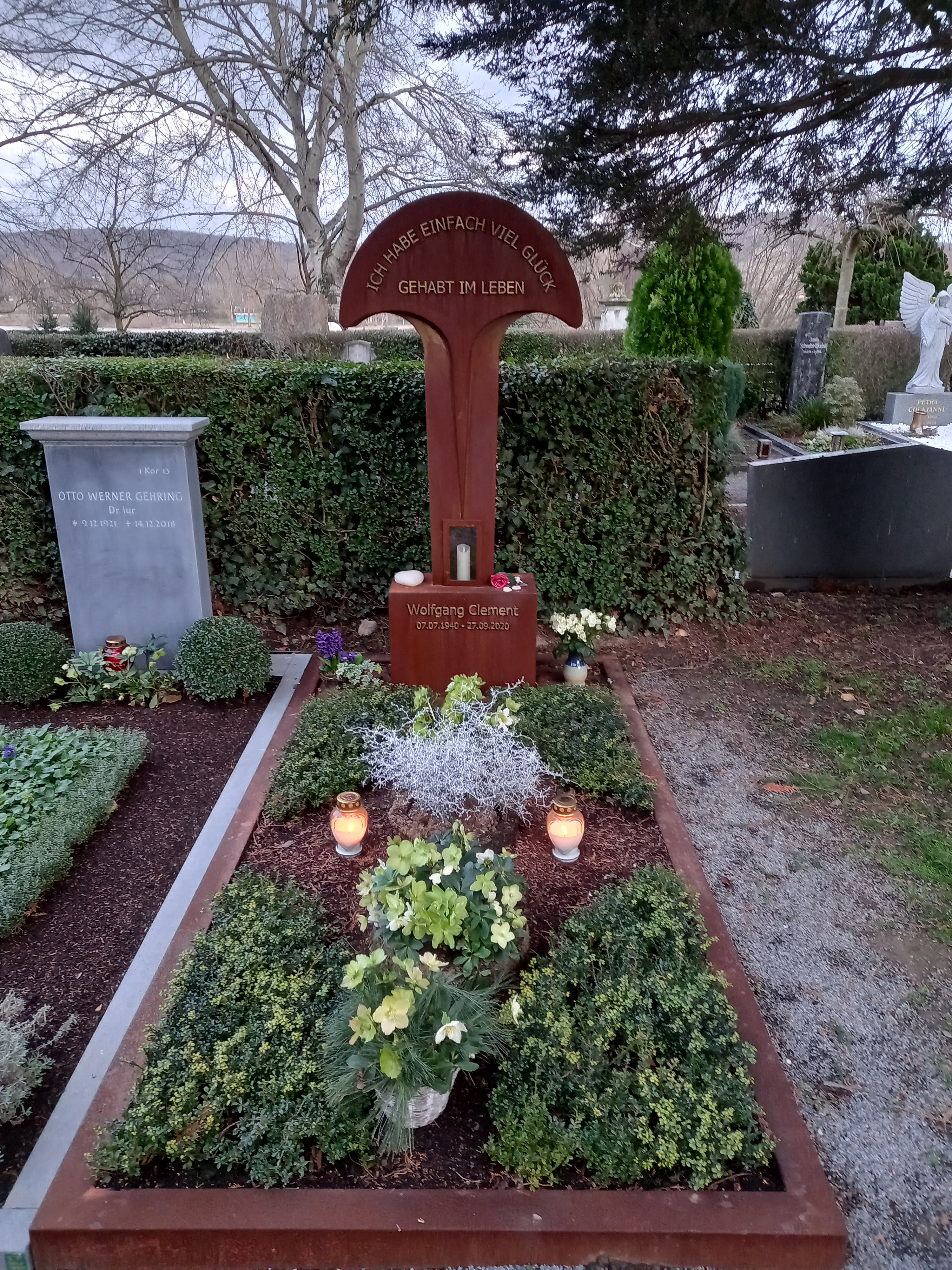
Das Grab von Wolfgang Clement auf dem Friedhof Plittersdorf in Bonn

Wolfgang Clement (* 7. Juli 1940 in Bochum; † 27. September 2020 in Bonn) war ein deutscher Publizist und Politiker (SPD). Er war von 1986 bis 1989 Chefredakteur der Hamburger Morgenpost und wechselte dann in die Politik. In Nordrhein-Westfalen wurde er 1989 Chef der Staatskanzlei, 1995 Landes-Wirtschaftsminister und 1998 schließlich Ministerpräsident. Von 2002 bis 2005 war er als „Superminister“ Bundesminister für Wirtschaft und Arbeit im Kabinett Schröder II. Nach seinem Ausscheiden aus der Politik war er in der Privatwirtschaft tätig, darunter als Kuratoriumsvorsitzender der Initiative Neue Soziale Marktwirtschaft.

## Frühe Jahre und Ausbildung
Wolfgang Clement wurde 1940 als Sohn des Maurers und späteren Bauingenieurs Josef Clement (1902–1965) und dessen Frau Paula, geb. Gockel (1902–1967), in Bochum geboren. Väterlicherseits stammte Clements Familie aus Medebach im Sauerland und war der Arbeit wegen ins Ruhrgebiet gezogen; die Mutter stammte aus Essen. Clement wurde streng katholisch erzogen und war in seiner Jugend Messdiener. Nach dem Abitur an der Graf-Engelbert-Schule in Bochum 1960 absolvierte Clement ein Volontariat bei der Westfälischen Rundschau in Dortmund. Danach begann er ein Studium der Rechtswissenschaft an der Westfälischen Wilhelms-Universität Münster, welches er 1965 mit dem ersten juristischen Staatsexamen beendete. Er war dann als Rechtsreferendar und als Assistent tätig, zunächst am Institut für Prozessrecht an der Universität Marburg, später bei Ingo von Münch an der Ruhr-Universität Bochum. Eine bei von Münch in Bochum begonnene Dissertation über Die Zustimmungsbedürftigkeit von Gesetzen im Bundesrat schloss Clement nicht ab, sondern arbeitete seit 1968 wieder bei der Westfälischen Rundschau: zunächst als politischer Redakteur, dann als Ressortleiter für Politik und seit Ende 1973 schließlich als stellvertretender Chefredakteur. Das Blatt gehörte bis Mitte der 1970er Jahre zur SPD-Holding Deutsche Druck- und Verlagsgesellschaft (DDVG). Von 1986 bis 1989 war Clement Chefredakteur der Hamburger Morgenpost, die ursprünglich dem SPD-eigenen Verlag Auerdruck gehörte und unmittelbar vor Clements Wechsel vom Verlag Gruner + Jahr gekauft worden war.

## Karriere

### Parteilaufbahn

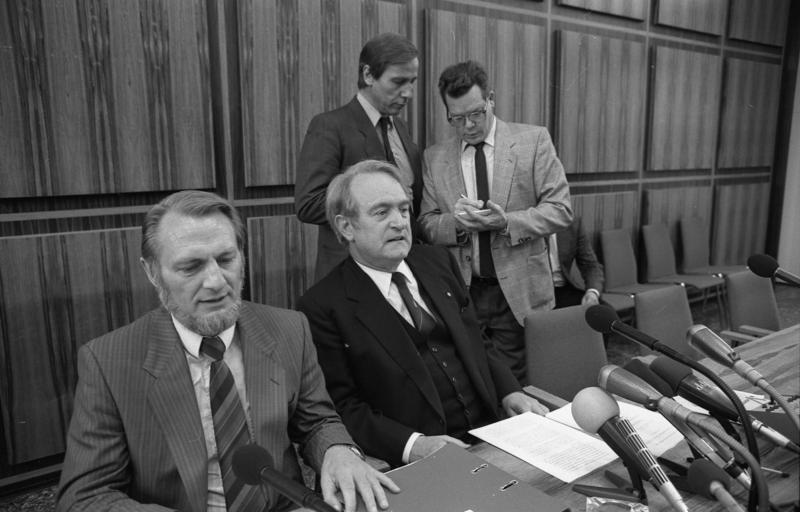
Clement (stehend, links) im Bundestagswahlkampf (1986)

Von 1970 bis 2008 war Clement Mitglied der SPD. 1971 gehörte er zu jenen Journalisten, die Willy Brandt zur Verleihung des Friedensnobelpreises nach Stockholm begleiteten. Von 1981 bis 1986 war er Pressesprecher des Bundesvorstandes und von 1985 bis 1986 zugleich stellvertretender Bundesgeschäftsführer der SPD. Von 1994 bis 2001 gehörte er dem Landesvorstand der SPD Nordrhein-Westfalen an, ab 1996 als stellvertretender Vorsitzender. Von 1997 bis November 2005 war er Mitglied im SPD-Parteivorstand, seit Dezember 1999 als einer der stellvertretenden Bundesvorsitzenden.

### Abgeordnetentätigkeit
Clement war vom 1. Oktober 1993 bis zum 7. November 2002 Abgeordneter im Landtag Nordrhein-Westfalen. Von 1993 bis zur Wahl am 14. Mai 1995 war er Nachrücker; 1995 und 2000 zog er als direkt gewählter Abgeordneter (Wahlkreis Bochum II) in den Landtag ein.

### Öffentliche Ämter

#### Landesminister
Im Jahr 1989 wurde er als Staatssekretär und Chef der Staatskanzlei des Landes Nordrhein-Westfalen in die von Ministerpräsident Johannes Rau geführte Landesregierung berufen.
Nach der Landtagswahl 1990 bekleidete er dieses Amt ab dem 13. Juni 1990 im Range eines Ministers für besondere Aufgaben. Nach der Landtagswahl 1995 wurde er am 17. Juli 1995 zum Minister für Wirtschaft und Mittelstand, Technologie und Verkehr ernannt (Kabinett Rau V).
In dieser Position setzte er sich beispielsweise für eine handlungsfähige Medienkontrolle ein.

#### Ministerpräsident
Clement galt lange Zeit als Kronprinz von Johannes Rau. Er wurde am 27. Mai 1998 zu Raus Nachfolger im Amt des Ministerpräsidenten des Landes Nordrhein-Westfalen gewählt.

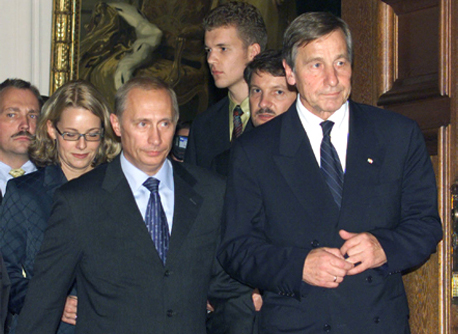
Mit dem russischen Präsidenten Wladimir Putin (2001)

In seiner Regierungserklärung vom 17. Juni 1998 verkündete Wolfgang Clement die Zusammenlegung von Justiz- und Innenministerium zu einem Ressort. Diese Entscheidung stieß bei den anderen politischen Parteien und auch beim Deutschen Richterbund und bei der Bundesrechtsanwaltskammer auf erhebliche verfassungsrechtliche Bedenken; sie befürchteten eine Verletzung der Gewaltenteilung.
Am 9. Februar 1999 entschied der nordrhein-westfälische Verfassungsgerichtshof, dass durch die Zusammenlegung die Rechte des Landtages verletzt wurden. Clement wollte dennoch an der Zusammenlegung, zumindest bis zur Landtagswahl 2000, festhalten, musste sich dann aber dem wachsenden Druck, der nun auch vom Koalitionspartner Bündnis 90/Die Grünen ausging, beugen. Die Fusion der Ressorts wurde rückgängig gemacht und der Sportjurist Reinhard Rauball wurde zum Justizminister berufen. Rauball musste wegen standeswidrigen Verhaltens als Notar nach nur einer Woche wieder zurücktreten. Clement nahm vom 10. März 1999 an die Geschäfte des Justizministers wahr und berief am 23. März 1999 Jochen Dieckmann zum Justizminister.
Bei der Landtagswahl 2000 erreichte die SPD unter Clements Führung 42,8 Prozent der abgegebenen Stimmen (−3,2 Prozentpunkte). Sie bildete mit den Grünen erneut eine Koalitionsregierung (Kabinett Clement II). Auch danach kam es zwischen ihm und vor allem der Umweltministerin Bärbel Höhn (Bündnis 90/Die Grünen), die sich gegen die von Clement vertretene Fortsetzung der Steinkohlesubventionen und der Förderung großindustrieller Projekte (zum Beispiel Garzweiler II) wandte, zu heftigen regierungsinternen Debatten.
In seiner Amtszeit als Ministerpräsident des Landes Nordrhein-Westfalen wurden vier parlamentarische Untersuchungsausschüsse (PUA) durchgeführt:
- Prüfung der Landesgesellschaften – Gesellschaft für Wirtschaftsförderung, Projekt Ruhr GmbH, Bildungszentrum für die Entsorgungs- und Wasserwirtschaft GmbH (BEW) sowie die geschäftlichen Beziehungen von Christian Langer mit der Staatskanzlei.
- High Definition Oberhausen (HDO) – zur Förderpraxis des Landes im Bereich Rundfunk-, Film- und Medienwirtschaft im Hinblick auf Defizite und Mängel, insbesondere alle Vorgänge und Missstände in Bezug auf das Technologiezentrum Oberhausen (HDO)
- High Definition Oberhausen (HDO) – Vorgänge und Missstände in Bezug auf HDO in Fortsetzung von PUA II
- Westdeutsche Landesbank Girozentrale (WestLB) – Flugreisen von Mitgliedern der Landesregierung oder des Landtags mit Hilfe und auf Kosten der WestLB

#### Bundesminister
Nach der Bundestagswahl 2002 gab Clement am 21. Oktober sein Amt als Ministerpräsident auf und wurde am 22. Oktober 2002 von Bundeskanzler Gerhard Schröder zum Bundesminister für Wirtschaft und Arbeit im Kabinett Schröder II ernannt. Er übernahm das durch die Zusammenlegung von Wirtschafts- und Arbeitsministerium neu geschaffene Superministerium.
Clement gab wegen der gebotenen Neutralität des Amtes (Amtseid) seine Botschaftertätigkeit bei der Initiative Neue Soziale Marktwirtschaft auf.
Clements Politik war insbesondere zwei Konfliktfeldern ausgesetzt: Zum einen gab es zahlreiche Konflikte mit Bundesumweltminister Jürgen Trittin (Bündnis 90/Die Grünen), so etwa in der Frage des Pfands auf Einweggetränkebehälter, des Ausstiegs aus der Atomenergie und des auf der Weltklimakonferenz von Kyoto beschlossenen Handels mit Emissionszertifikaten. Zum anderen wollte Clement, im Gegensatz zu vielen anderen Regierungsmitgliedern, den zunehmenden Akzeptanzproblemen, denen sich die Regierung Schröder wegen der im Rahmen der Agenda 2010 beschlossenen Reformen ausgesetzt sah, nicht durch ein Abbremsen, sondern durch eine unbeirrte Fortführung der Reformen begegnen. Er zählte deshalb auch zu dem Kreis der „Schröderianer“.
Für Diskussionen sorgte Clement im August 2004, als er im Rahmen der sich ausweitenden organisierten Proteste gegen die Zusammenlegung von Arbeitslosen- und Sozialhilfe die Bezeichnung Montagsdemonstration als Missbrauch der Geschichte kritisierte. Außerdem forderte Clement Arbeits- oder Ausbildungssuchende auf, ihn persönlich anzurufen, wenn sie mit den Antragsformularen nicht zurechtkämen; dies wurde weithin als zynisch aufgefasst.
Im Jahr 2003 wurde unter Clement mit knapper Mehrheit von SPD und Grünen die Handwerksnovelle beschlossen mit dem Inhalt, die Zahl der Handwerke, in denen eine Meisterpflicht besteht, deutlich zu reduzieren. Gleichzeitig wurde auch die Berufsausbildungspflicht für nicht meisterpflichtige Berufe gekappt. Clement bezeichnete die deutschen Handwerksbetriebe als „Garanten für Stabilität“.
Im August 2005 (kurz vor der Bundestagswahl 2005) brachte das Bundesministerium für Wirtschaft und Arbeit die Broschüre „Vorrang für die Anständigen – Gegen Missbrauch, ‚Abzocke‘ und Selbstbedienung im Sozialstaat“ heraus; Clement schrieb das Vorwort. In der Broschüre wurde unter anderem suggeriert, dass ein Großteil der Arbeitslosengeld-II-Empfänger die staatlichen Unterstützungen nicht rechtmäßig erlange. In der Broschüre waren aber keine Untersuchungen oder Statistiken dazu enthalten. Sie stützte sich auf Einzelaussagen, in denen unter anderem die Begriffe Schmarotzer, Trittbrettfahrer, Abzocker und Parasiten benutzt wurden. Die These der Broschüre und deren Begriffe „Schmarotzer“ und „Parasiten“ wurden in der Boulevardpresse bundesweit verbreitet.
Im Sommer 2005 löste Clement eine Welle der Entrüstung aus, als er in der Talkshow Sabine Christiansen für Arbeitslosengeld II eine Missbrauchsquote von zehn, später sogar zwanzig Prozent behauptete und Hartz-IV-Empfänger wiederum indirekt mit Parasiten verglich. Eine wissenschaftliche Expertise des Paritätischen Wohlfahrtsverbandes quantifizierte später den tatsächlichen Missbrauch bei 2 bis 3 Prozent aller Bedarfsgemeinschaften empirisch anhand der Daten des Statistischen Bundesamtes.
Clement schied nach der Bundestagswahl 2005 am 18. Oktober 2005 aus dem Amt.

### Parteiordnungsverfahren und Austritt aus der SPD

#### Parteiordnungsverfahren
Am 20. Dezember 2007 drohte Clement, zwei Jahre nach dem Ende seiner Tätigkeit als Bundesminister, seiner Partei mit dem Austritt. In einem Interview bei sueddeutsche.de beklagte er eine Annäherung der SPD an die Linkspartei und warf der SPD einen Linksruck vor. Er sprach sich unter anderem gegen einen gesetzlichen Mindestlohn aus. Führende SPD-Politiker reagierten mit harscher Kritik und Rainer Brüderle (FDP) bot Clement einen Eintritt in die FDP an.
Eine Woche vor der Landtagswahl in Hessen am 27. Januar 2008 warnte Clement in einem Gastbeitrag in der Welt am Sonntag davor, SPD zu wählen. Als Grund nannte er die Pläne zur Energiepolitik der Spitzenkandidatin Andrea Ypsilanti. Diese hatte zuvor in einem Interview geäußert, sie wolle in Hessen weder Atomkraftwerke noch neue große Kohlekraftwerke. Dabei ging es in erster Linie um die von der SPD unterstützte Abschaltung der – von der RWE betriebenen – Kernkraftwerke Biblis A und B. Das Verhalten Clements wurde von der SPD und den Grünen scharf kritisiert und als lobbyistische Parteinahme für RWE gewertet. Clement war ab Februar 2006 Aufsichtsratsmitglied der Konzerntochter RWE Power AG. Der Forderung zum Parteiaustritt, die von dem SPD-Bundestagsabgeordneten und Umweltpolitiker Hermann Scheer geäußert wurde, schlossen sich die Juso-Bundesvorsitzende Franziska Drohsel und der Vorsitzende der SPD-Bundestagsfraktion Peter Struck an. Sie drohten andernfalls mit einem Parteiordnungsverfahren.
Nach den Vorgängen im Januar 2008 gingen bei der zuständigen SPD Bochum Anträge von 13 Ortsvereinen und Unterbezirken auf ein Parteiordnungsverfahren ein. Gut die Hälfte von ihnen forderte den Ausschluss von Wolfgang Clement.
Am 22. Februar 2008 leitete die zuständige Schiedskommission der SPD Bochum daraufhin ein Parteiordnungsverfahren gegen Wolfgang Clement ein; es endete das mit einer Rüge für Clement. Nachdem sieben beteiligte SPD-Ortsvereine und -Unterbezirke und auch Clement Einspruch gegen die Entscheidung eingelegt hatten, kam der Fall in die nächste Instanz vor die Landesschiedskommission der SPD NRW.
Am 31. Juli 2008 gab die SPD bekannt, dass sich die Landesschiedskommission für den Ausschluss Clements aus der SPD ausgesprochen hatte. Da Clement als letzte Instanz die Bundesschiedskommission der SPD angerufen hatte, wurde dieser Ausschluss nicht wirksam.
Clement wurde anwaltlich von Otto Schily vertreten. Das am 24. November 2008 tagende oberste Parteischiedsgericht erteilte ihm eine Rüge, schloss ihn aber nicht aus der SPD aus.

#### Austritt aus der SPD
Wolfgang Clement trat daraufhin am 25. November 2008 aus der SPD aus.
Als Gründe für seinen Austritt nannte er eine mangelnde Abgrenzung der SPD von der Linkspartei und die Wirtschaftspolitik der SPD, die auf eine Deindustrialisierung Deutschlands hinauslaufe. Er werde sich als „Sozialdemokrat ohne Parteibuch“ weiterhin an Debatten über die Linke sowie die Wirtschaftspolitik beteiligen.
Nach seinem Austritt sagte Clement dem Magazin Cicero, er sehe in Deutschland das Potenzial und die Basis für eine eigenständige sozialliberale Kraft, die er „selbstverständlich“ unterstützen würde. Wenige Tage vor der Bundestagswahl 2009 kündigte er im Bonner General-Anzeiger an, den an seinem Wohnort Bonn als Direktkandidat antretenden FDP-Vorsitzenden Guido Westerwelle mit seiner Erststimme zu unterstützen. Wenige Wochen zuvor hatte Clement bereits die FDP als einzige Fortschrittspartei Deutschlands bezeichnet.
Kurz vor der Landtagswahl in Nordrhein-Westfalen 2010 trat Clement auf Einladung des FDP-Bundestagsabgeordneten Daniel Bahr als Redner vor dem Forum Liberal auf. Vor der Landtagswahl 2012 trat er mit dem FDP-Spitzenkandidaten Christian Lindner auf. Auch im Wahlkampf zur Bundestagswahl 2013 unterstützte Clement die FDP, ebenso vor der Bundestagswahl 2017.

### Laufbahn in der Wirtschaft
Nach seinem Ausscheiden aus der Politik arbeitete Clement in der Wirtschaft, hauptsächlich in der Energiewirtschaft. Im Februar 2006 wurde er als Nachfolger von Wilhelm Nölling als Mitglied in den 21-köpfigen Aufsichtsrat der RWE-Kraftwerkstochter RWE Power AG (Essen) gewählt. Da Clement in der rot-grünen Koalition der für die Energiepolitik zuständige Minister war, stieß sein Wechsel in das Kontrollgremium bei Umweltschützern auf intensive Kritik. Vertreter von Greenpeace erklärten in diesem Zusammenhang: „Hier wird Vetternwirtschaft auf Kosten des Klimaschutzes betrieben.“
Im Januar 2006 wurde Clement Aufsichtsratsmitglied der Landau Media AG und im Dezember 2005 Mitglied im Aufsichtsrat der Dussmann-Stiftung. Seit März 2006 hatte er den Vorsitz des neu gegründeten Beirats des Wissens- und Informationsdienstleisters Wolters Kluwer Deutschland GmbH (Köln). Im Mai 2006 trat er dem Konvent für Deutschland bei. Seit Juni 2006 saß er im Aufsichtsrat des viertgrößten deutschen Zeitungsverlags DuMont Schauberg.
Darüber hinaus saß er von 2006 bis 2016 im Aufsichtsrat (Personalausschuss) des fünftgrößten deutschen Zeitarbeitsunternehmens DIS Deutscher Industrie Service. Die DIS wurde mehrheitlich (83 Prozent) vom Schweizer Konkurrenten Adecco erworben, und Clement übernahm den Vorsitz des neuen Adecco Institute zur Erforschung der Arbeit, das vollständig vom Adecco-Konzern finanziert wird und Teil des Unternehmens ist. Mittels Primär- und Sekundärforschung sowie durch Konferenzen und Diskussionsforen soll auf die Öffentlichkeit eingewirkt werden.
Auch die Citigroup Global Markets Deutschland der Citibank und das Beratungsbüro Deekeling Arndt Advisors (DAA) sicherten sich die Mitarbeit Clements. Seit Mai 2008 war Clement im Aufsichtsrat der 1&1 Versatel. Er war außerdem Aufsichtsrat der Media Broadcast GmbH. Im September 2008 wurde er Vorsitzender des EU-Russland Forums. Seit August 2008 war er stellvertretender Vorsitzender des Aufsichtsrats des Bohrtechnikunternehmens Daldrup & Söhne AG, später wurde er Aufsichtsratsvorsitzender. Seit April 2009 war er Mitglied im Aufsichtsrat des russischen Beratungsunternehmens Energy Consulting.
Im Februar 2009 wurde er in den Aufsichtsrat der neuen Investmentgesellschaft Berger Lahnstein Middelhoff & Partners LLP berufen. Im August 2010 war Clement einer von 40 prominenten Unterzeichnern des Energiepolitischen Appells. Im Januar 2011 wurde er zum Beiratsvorsitzenden der Einkaufsberatung Kloepfel Consulting berufen. Von Juli 2011 bis Juni 2017 saß er im Aufsichtsrat der Deutsche Wohnen, einer börsennotierten Wohnungsgesellschaft, welche 1998 von der Deutschen Bank gegründet wurde. Bis 2002 war er Kurator der Initiative Neue Soziale Marktwirtschaft (INSM). 2009 war Clement als Testimonial für die INSM aktiv. Im Juli 2012 übernahm Clement den Vorsitz des Kuratoriums der INSM. Laut Website von Waipu.tv war Clement dort als Aufsichtsrat tätig.

## Sonstige Positionen
Clement hielt einige Tage vor der Landtagswahl in NRW 2012 am 13. Mai 2012 auf einem FDP-Parteitag eine Rede. Clement und Christian Lindner, der kurz zuvor Vorsitzender der FDP NRW geworden war, forderten in einem gemeinsamen Thesenpapier u. a. eine „vernunftgeleitete Industriepolitik“ und weniger Subventionen für erneuerbare Energien; Clement (damals Mitglied im Aufsichtsrat der RWE Power AG) forderte den Bau neuer Kraftwerke.
Im August 2012 plädierte Clement dafür, die Lebensarbeitszeitbegrenzung abzuschaffen. Er könne sich vorstellen, dass die Menschen auch bis zum 75. oder 80. Lebensjahr arbeiten, weil der demografische Wandel dies erfordere.

## Sonstiges Engagement
Wolfgang Clement war Schirmherr des Internationalen Gesangswettbewerbs Neue Stimmen.

## Kontroversen
Neben den genannten vier Untersuchungsausschüssen gegen ihn während seiner Amtszeit als Ministerpräsident in Nordrhein-Westfalen gab es weitere Kritikpunkte: Der Umzug der Staatskanzlei aus den bisherigen Liegenschaften in das Düsseldorfer Stadttor wurde als überflüssig und überteuert bewertet. Besonders brisant wurde die Affäre, als bekannt wurde, dass ein Clement-Vertrauter den Umzug geleitet und dafür Aufträge in Millionenhöhe erhalten hatte.
Ebenso wurde kritisiert, dass die Genehmigung des umstrittenen Braunkohletagebaus Garzweiler II in die Amtszeit Clements fiel und Clement anschließend einen Aufsichtsratsposten beim Tagebaubetreiber RWE Power AG antrat.
Wolfgang Clement trat bereits in seiner Amtszeit als Bundesminister für weitreichende Veränderungen der gesetzlichen Bestimmungen für Arbeitnehmerüberlassung zugunsten der Zeitarbeit ein. Auch seine Tätigkeit im Aufsichtsrat des Zeitarbeitsunternehmens DIS AG, einer Tochter von Adecco, wurde daher kritisiert.

## Privates
Ende 1966 heiratete Clement seine aus dem westpreußischen Bromberg (heute: Bydgoszsz, Polen) stammende Frau Karin, geb. Samulowitz, die er seit der Schulzeit kannte und mit der er fünf Töchter hatte. Clement wohnte im Bonner Ortsteil Plittersdorf (Bad Godesberg). Er starb am 27. September 2020 im Alter von 80 Jahren an Lungenkrebs. Er war zeitweise starker Raucher.

## Kabinette
- Landespolitik in NRW (1990–2002):
  - Kabinett Rau IV – Kabinett Rau V
  - Kabinett Clement I – Kabinett Clement II
- Bundespolitik (2002–2005): Kabinett Schröder II

## Ehrungen
- 1997: Dr. Kurt Neven DuMont Medaille der Westdeutschen Akademie für Kommunikation
- 1997: Georg-Schulhoff-Preis[69]
- 1998: Eselsordenträger in Wesel[70]
- 2001: „Närrisches Steckenpferd“ der Prinzengarde Krefeld
- 2001: Europäischer Handwerkspreis[71]
- 2003: „Botschafter des Bieres“ vom Deutschen Brauer-Bund[72]
- 2004: Wirtschaftsförderer des Jahres im Rahmen des Wettbewerbs Großer Preis des Mittelstandes der Oskar-Patzelt-Stiftung
- 2004: Ehrendoktorwürde der Juristischen Fakultät der Ruhr-Universität Bochum[73]
- 2004: Großes Bundesverdienstkreuz
- 2004: Großoffizier des Sterns von Rumänien
- 2008 (Januar–Juni): Gastprofessur für Politikmanagement an der NRW School of Governance in Duisburg der Universität Duisburg-Essen
- 2010: Bröckemännche-Preis des Bonner Medienclubs[74]
- 2014: Ludwig-Erhard-Preis für Wirtschaftspublizistik
- 2016: Preis für Zivilcourage und Toleranz der Jülicher Gesellschaft gegen das Vergessen und für die Toleranz.[75]
- 2017: Heinrich-Pesch-Preis für Sozialwissenschaften und soziale Tätigkeit vom Verband der Wissenschaftlichen Katholischen Studentenvereine Unitas[76]

## Schriften
- (Hrsg.): Im Prinzip sozial – Die großen Parteien und die Arbeitnehmer. Fackelträger-Verl., Hannover 1976, ISBN 3-7716-1388-4.
- Konzentration und Erneuerung. Regierungserklärung vor dem Landtag Nordrhein-Westfalen am 17. Juni 1998. Presse- und Informationsamt der Landesregierung, Düsseldorf 1998.
- Klartext: Damit Deutschland wieder in Fahrt kommt. Verlag der St.-Johannis-Druckerei, Lahr/Schwarzwald 2009, ISBN 978-3-501-05189-4.
- (Mitautor): Was jetzt zu tun ist: Deutschland 2.0. Herder, Freiburg 2010, ISBN 978-3-451-30252-7.
- Subsidiarität und Solidarität: die Verleihung des Heinrich-Pesch-Preises 2017 an Wolfgang Clement, Altius Verlag, 2017, ISBN 978-3-932483-63-9